# 罗伯特·斯蒂克戈尔德
罗伯特·斯蒂克戈尔德（英語：Robert Stickgold，1945年10月24日—）是一位美国睡眠学家，哈佛医学院和贝斯以色列女执事医疗中心精神病学教授。